# Iván Helguera
Iván Helguera Bujía (Santander, 28. ožujka 1975.) je španjolski umirovljeni nogometni branič i obrambeni vezni igrač.

## Karijera
Na klupskoj razini, Helguera je igrao za CD Manchego (1996), Albacete Balompié (1997), AS Romu (1997-98), RCD Espanyol (1998-99), i Real Madrid (1999-2007). S Real Madridom je dva puta osvajao Ligu prvaka. U Španjolskoj reprezentaciji, Helguera je odigrao gotovo 50 susreta. Igrao je na Euru 2000, na SP 2002. i Euru 2004., a s reprezentativne scene nestao je u vrijeme dolaska, novog trenera nacionalne vrste Luisa Aragonésa.

## Trofeji
- La Liga: 2000./2001., 2002./2003., 2006./2007.
- Supercopa de España: 2001. i 2003 .
- UEFA Liga prvaka: 2000. i 2002.
- Europski superkup: 2002.
- Interkontinentalni kup: 2002.
- Copa del Rey: 2007./08.